# ふるふるしっぽ?
ふるふるしっぽ?は、2021年8月23日に結成された日本の女性アイドル・グループ。所属事務所はプロジェクトティー アイドル部。 「新王道アイドル」をコンセプトに掲げている。略称は、しっぽ?。

## 略歴

### 2021年
- 8月23日、プロジェクトティーアイドル部の新グループ「ふるふるしっぽ?」誕生が発表される。[1]
- 10月30日、ふるふるしっぽ?お披露目ライブ。

### 2022年
- 1月17日、星宮みなみがグループを脱退。同事務所もあわせて退職。
- 1月29日、朝日奈ゆい 生誕祭を実施。
- 3月19日、愛姫さやか 生誕祭を実施。
- 6月7日、同年6月25日をもって活動休止となることが発表される。咲えみり、七瀬ひまりは事務所へ籍を残しユニットを結成する予定。朝日奈ゆいはグループを卒業し事務所を退職。[2]
- 6月25日、活動休止ライブ。以降は愛姫さやかのみグループに籍を残しソロにて活動。
- 10月3日、新メンバーを入れて活動再開が発表される。
- 10月13日、叶えりん の加入が発表される。
- 10月14日、夢乃めゆ、白猫めい の加入が発表される。
- 10月15日、凛瞳いちご、初惟よしの の加入が発表される。
- 10月30日、ふるふるしっぽ?再デビューライブ。新曲「またね」初披露[3]。
- 11月30日、凛瞳いちごがグループを脱退。同事務所には籍を残す。[4]
- 12月1日、轟まるが加入。同月3日にデビューライブ。[5]
- 12月26日、初惟よしのがグループを脱退。同事務所もあわせて退職。[6]
- 12月27日、小日向笑幸が加入。同月30日にデビューライブ。[7]

### 2023年
- 2月5日、白猫めい ミニ誕生日会を実施。
- 2月24日、星雪りぼんが加入。3月8日にデビューライブ。[8]
- 3月8日、新曲「親友≠腐れ縁」初披露。
- 3月25日、愛姫さやか 生誕祭を実施。
- 4月9日、轟まる 生誕祭を実施。
- 5月14日、小日向笑幸 生誕祭を実施。
- 5月17日、新曲「走れ彼方へ」初披露。
- 7月12日、新曲「サマーアテンション」初披露。
- 8月20日、星雪りぼん 生誕祭を実施。
- 10月30日、2周年ワンマンライブを開催。
- 10月31日、1stシングル「それでも夢は夢」を発売。
- 11月11日、夢乃めゆ 生誕祭を実施。
- 12月19日、「それでも夢は夢」の販売目標1000枚を達成。

### 2024年
- 1月7日、叶えりん 生誕祭を実施。
- 1月21日、主催ライブで新衣装を公開。
- 2月11日、白猫めい 生誕祭を実施。
- 2月26日、4月1日の公演をもって現体制を終了することを発表[9]。
- 3月9日、愛姫さやか 生誕祭を実施。
- 3月25日、NAGOYA ReNY limitedにてワンマンライブを開催。
- 3月30日、轟まる 生誕祭を実施。
- 4月1日、現体制ラストライブを開催。叶えりん、夢乃めゆが卒業。星雪りぼんはフロアキッチン。へ移籍。
- 4月6日、新体制お披露目ライブを開催。同日よりきぃたん、要英玲羽、甘癒みるが加入。同時に既存メンバーの担当カラーの変更が行われる。
- 5月19日、小日向笑幸 生誕祭を実施。
- 6月6日、白猫めいが7月28日をもって卒業することが発表される。[10]
- 6月11日、甘癒みるがグループを脱退。
- 7月28日、白猫めいがグループを卒業。
- 8月26日、10月より新体制となることが発表される。轟まるがフロアキッチン。へ移籍。ぷろてぃ研究生からが星愛るな、みうる、みぃみみみがふるふるしっぽ？研究生として加入する。
- 10月7日、轟まるがフロアキッチン。へ移籍。
- 10月11日、星愛るな、みうる、みぃみみみがふるふるしっぽ？研究生として加入。

### 2025年
- 1月4日、3月25日に2度目となるNAGOYA ReNY limitedでのワンマンライブを実施することを発表。
- 1月30日、星愛るなが持病の悪化に伴い同日限りで活動を辞退[11]。
- 3月24日、小日向笑幸のイメージカラーが変更と発表される。
- 3月25日、新メンバーとして春夏冬綺羅が加入。
- 3月25日、 6月4日に開催されるふぇありーているず！7周年記念ライブ「エレクトリカルクエスト～黄金の国ジパング～」オープニングアクト出演発表と、10月28日にダイアモンドホールでのふるふるしっぽ？結成4周年ワンマンライブ開催を発表。
- 4月2日、みうるが体調不良のため活動休止。
- 6月8日、公式YouTubeチャンネル再始動。0325ふるふるしっぽ？2ndワンマンライブ『ふるふるメモリアル？～7人の青春story～』裏側ダイジェストを公開。
- 6月8日、オーディションライブDIAMOND TIME DAY1の審査通過が発表された。 ビッグイベントのO.A出演権利を獲得。
- 7月16日、みうるが活動再開の目途が立たないため同日限りで活動を辞退[12]。

## メンバー
| 名前        | よみ          | 愛称       | 担当カラー       | 生年月日               | 血液型 | 出身地 | X(旧Twitter)      | TikTok           | Instagram        | 備考 |
| ----------- | ------------- | ---------- | ---------------- | ---------------------- | ------ | ------ | ----------------- | ---------------- | ---------------- | --- |
| 愛姫 さやか | めご さやか   | さやちゃん | 誘惑ぱーぷる     | 2001年3月6日（24歳）   | A型    | 愛知県 | @mego_sayaka_pt   | @sayaka_mego_pt  | ＠sayaka_mego_pt | |
| 小日向 笑幸 | こひなた にこ | にこちゃん | ももいろ         | 2002年5月16日（23歳）  | O型    |        | @kohinata_pt      | @kohinata_pt     | @kohinata_pt     | 2024年4月5日までの担当色は「ふわふわイエロー」 2024年4月6日～2025年3月25日までの担当色は「にこにこイエロー」 |
| きぃたん    | きぃたん      | きぃたん   | はらぺこオレンジ | 1996年12月26日（28歳） | A型    | 三重県 | @kiitan_pt        | @kiitan_pt       | @kiitan_pt       | 2024年10月10日までの担当色は「オレンジ」 元 私たちはアイドルである！                                         |
| 要 英玲羽   | かなめ えれは | えれは     | トラストグリーン | ????年2月25日          | A型    | 愛知県 | @ereha_pt         | @ereha_pt        | @ereha_pt        | 元 夢幻のシナリオ                                                                                            |
| みぃみみみ  | みぃみみみ    | みぃみみみ | 初恋レッド       | 2007年2月6日（18歳）   | AB型   | 愛知県 | @m_mimi_pt        | @m_mimi_pt       | @m_mimi_pt       | ふるふるしっぽ？研究生                                                                                       |
| 春夏冬 綺羅 | あきなし きら |            | 青春ブルー       | ????年8月26日          | O型    |        | ＠akinashikira_pt | @akinashikira_pt | @akinashikira_pt | |

## 元メンバー
| 名前        | よみ            | 愛称         | 担当カラー         | 生年月日               | 血液型 | 出身地 | 備考                                                                                             |
| ----------- | --------------- | ------------ | ------------------ | ---------------------- | ------ | ------ | ------------------------------------------------------------------------------------------------ |
| 星宮 みなみ | ほしみや みなみ | みなみ       | ローズピンク       | 2001年10月21日（23歳） |        |        | 2022年1月17日脱退。                                                                              |
| 朝日奈 ゆい | あさひな ゆい   | ゆい         | 赤                 | 2001年1月1日（24歳）   |        |        | 元ふぇありーているず！ 2022年6月25日卒業。                                                       |
| 咲 えみり   | えみ えみり     | えみり       | ベビーピンク       | 1999年10月21日（25歳） |        |        | 2022年6月25日卒業。卒業後、七瀬とのユニット「fuluchu」を結成。2023年9月に事務所を退所。          |
| 七瀬 ひまり | ななせ ひまり   | ひまり       | 水色               | ????年9月22日          |        |        | 2022年6月25日卒業。卒業後、咲とのユニット「fuluchu」を結成。2023年9月に事務所を退所。            |
| 凛瞳 いちご | りんどう いちご | いちご       | すとろべりーレッド | 2001年2月16日（24歳）  |        |        | 2022年11月30日脱退。                                                                             |
| 初惟 よしの | そめい よしの   | よしの       | エンジョイグリーン | ????年2月5日           |        |        | 2022年12月26日脱退。                                                                             |
| 叶 えりん   | かなう えりん   | えりんちゃん | 恋空ブルー         | 2002年1月10日（23歳）  |        |        | 2024年4月1日卒業。事務所には引き続き在籍し、同年4月9日にぷろてぃ研究生チームに配属が発表される。 |
| 夢乃 めゆ   | ゆめの めゆ     | めゆちゃん   | わがままぴんく     | 2002年11月11日（22歳） | A型    |        | 2024年4月1日卒業。                                                                               |
| 星雪 りぼん | ほしゆき りぼん | りぼんちゃん | ラブリーグリーン   | 2002年7月7日（23歳）   |        |        | 2024年4月1日卒業。同年4月6日から同事務所内のフロアキッチン。に移籍。                             |
| 甘癒 みる   | あまい みる     | みるちゃん   | ひきこもりぴんく   | ????年3月7日           | A型    |        | 2024年6月11日脱退。元Le☆miel。                                                                   |
| 白猫 めい   | しろねこ めい   | めいめい     | にごり酒ホワイト   | 1998年2月5日（27歳）   |        |        | 2024年7月28日卒業。2024年4月5日までの担当色は「スノーホワイト」。                                |
| 轟 まる     | とどろき まる   | まるちゃん   | はなまるれっど     | ????年3月31日          | AB型   | 岐阜県 | 2024年10月7日脱退。同年10月8日から同事務所内のフロアキッチン。に移籍。                           |
| 星愛 るな   | せいあ るな     | るなちゃん   | ルルルンピンク     | ????年12月24日         | A型    | 愛知県 | 2025年1月30日活動辞退。                                                                          |
| みうる      | みうる          | みうるちゃん | もこもこほわいと   | ????年7月2日           |        |        | 2025年7月16日活動辞退。                                                                          |

## 作品

### 楽曲
| #  | タイトル                       | 初披露日       | 作詞             | 作曲     | 編曲    | 振付 | 備考                         |
| -- | ------------------------------ | -------------- | ---------------- | -------- | ------- | ---- | ---------------------------- |
| 01 | あわわシャボン                 | 2021年10月30日 | mimimy           | UPER     | UPER    | ォラ |                              |
| 02 | i☆ティンクルリン               |                |                  |          |         |      |                              |
| 03 | ウタカタノウタ                 |                |                  |          |         |      |                              |
| 04 | リナリア                       |                |                  |          |         |      |                              |
| 05 | またね                         | 2022年10月30日 | mimimy           | UPER     | UPER    | ォラ |                              |
| 06 | 親友≠腐れ縁                    | 2023年3月8日   | mimimy           | Yo-SK    | Yo-SK   | ォラ |                              |
| 07 | 走れ彼方へ                     | 2023年5月17日  | 天下のちゃんゆき | J.K≒3.0  | J.K≒3.0 | ォラ |                              |
| 08 | サマーアテンション             | 2023年7月12日  |                  |          |         |      |                              |
| 09 | それでも夢は夢                 |                |                  |          |         |      |                              |
| 10 | さよならまだ                   | 2024年3月25日  |                  |          |         |      |                              |
| 11 | 告白大作戦                     |                |                  |          |         |      | ふぇありーているず！より継承 |
| 12 | 僕たちは今日も誰かと生きている | 2024年7月6日   | NOBE             | 渡邊俊彦 |         | ォラ |                              |
| 13 | クマサンダー！                 | 2024年7月27日  |                  |          |         |      |                              |
| 14 | じっぷざっぱー!                | 2025年3月16日  |                  |          |         |      |                              |

## 出演

### ウェブメディア
- 喫茶マウンテン - 同事務所「ふぇありーているず!」がアンバサダーを務めている。各回でメンバーが入れ替わりで出演。

### 舞台
- 演弗企画vol.4「VAMPIRE CINDELELLA ～咬み狂わせのしらべ～」（2024年3月27日 - 29日、サウンドノート名古屋） - 愛姫さやか、轟まる、小日向笑幸 のみ出演。

### ラジオ
- カナメヤのキャンパスジャックラジオ（2024年10月30日、MID-FM）- 愛姫さやか、要英玲羽がゲスト出演。